# Peter Damm
Pour les articles homonymes, voir Damm (homonymie).
Peter Damm est un corniste allemand né le 27 juillet 1937 à Meiningen (Thuringe).

## Biographie
Peter Damm naît le 27 juillet 1937 à Meiningen.
Il étudie à la Hochschule für Musik Franz Liszt de Weimar entre 1951 et 1957.
Comme musicien d'orchestre, il commence sa carrière dans l'Orchestre de l'opéra de Gera, où il est cor solo entre 1957 et 1959. L'année suivante, il est lauréat du concours international de musique de l'ARD à Munich.
En 1959, Peter Damm entre comme cor solo à l'Orchestre du Gewandhaus de Leipzig, où il est élevé à la distinction de « Kammermusiker » en 1967. À partir de 1969, il est ensuite cor solo de la Staatskapelle de Dresde, où il est nommé « Kammervirtuose » en 1971, et où il reste jusqu'à sa retraite, en 2002.
En tant que pédagogue, il est professeur à la Hochschule für Musik de Dresde à compter de 1969. En parallèle, il mène une carrière de soliste, enregistrant notamment des versions remarquées des Concertos pour cor de Mozart et de ceux de Richard Strauss, et crée plusieurs partitions de compositeurs est-allemands, comme Siegfried Kurz (en) et Jörg Herchet (en).
Damm a également réalisé de nombreuses éditions œuvres, de Johann Cilenšek (de) (Konzertstück pour cor, 1984), Jörg Herchet (Komposition für Horn und Orchester, 1983), Siegfried Matthus (Concerto pour cor, 1995) et Udo Zimmermann (Nouveaux Divertissements d'après Jean-Philippe Rameau pour cor et orchestre de chambre, 1988), notamment.